# 皮尼翁派恩斯莊園 (加利福尼亞州)
皮尼翁派恩斯莊園（英語：Pinon Pines Estates）是位於美國加利福尼亞州克恩縣的一個非建制地區。該地的面積和人口皆未知。

## 地理
皮尼翁派恩斯莊園的座標為34°49′44″N 119°02′34″W / 34.82889°N 119.04278°W，而該地的平均海拔高度為1695米（即5561英尺）。